# アルジェリアの経済
アルジェリア経済において、地下資源、特に化石燃料の採掘は非常に重要な産業である。これは化石燃料（炭化水素）関連の産業が国家予算の52%、GDPの25%、貿易収益の95%を占めていることからも窺える。特に天然ガスは世界第5位の埋蔵量を誇っており、世界第2位の輸出国である。また、石油の埋蔵量においても世界第14位となっている。内戦時には同国は政治的混乱に陥り、計画経済など改革を行ったもののアルジェリアの経済は停滞に留まった。

## 歴史と概要
アルジェリアの経済は1960年代から70年代において10年間でGDPが538%、一人当たりのGDPが40%と、目覚しい成長を遂げたが、80年代に入ると経済は困窮、10年間で9.7%までに下がった。政府は数々の経済改革を行ったが、どれも成果は上げず、逆に90年代の一人当たりのGDPが10年間で28%縮む要因のひとつとなった。
| 年   | GDP (MER換算) | USドルとの交換レート (1ドルあたり) | 消費者物価指数 (2000=100) |
| ---- | ------------- | ---------------------------------- | ------------------------- |
| 1980 | 162,500       | 3.83 ディナール                    | 9.30                      |
| 1985 | 291,600       | 4.77                               | 14                        |
| 1990 | 554,400       | 12.19                              | 22                        |
| 1995 | 2,004,990     | 47.66                              | 73                        |
| 2000 | 4,123,514     | 75.31                              | 100                       |
| 2005 | 7,493,000     | 73.44                              | 114                       |

アルジェリアは重い対外債務があり、1994年4月には債務返済の延長を国際通貨基金にて取り決められた。そのため政府は2006年のアブデルアジズ・ブーテフリカアルジェリア大統領のロシア訪問の際に、ソビエト時代の負債、47億4000万ドルを戦闘飛行機など軍事用武器、計75億ドル相当と交換することに合意する  など、債務返済のための努力を積極的に行っている。これにより現在では対外債務が半分以下に減少している。
また、石油や天然ガスの採掘にも力を入れており、1995年以降の経済成長の回復に重要な役割を果たした。また、これによりインフレ率は1%前後にまで低下し、財政赤字も減少した。1999年以降毎年4~6%ほどの高いGDP成長率を維持していたが、2006年以降は2〜3%台の成長率に低下している。
経済は地下資源の採掘に依存しており、未だ25%以上の高い失業率は改善されておらず、課題は多い。そこで政府は外国にアルジェリアへの投資を勧誘している。しかし、事業の立ち上げまでの日数、経費、不動産登記にかかる日数などが非常にかかり、柔軟性に乏しい。そのため現時点ではあまり成果は上がっておらず、アルジェリアの今後の大きな課題といえる。また、政府は国益企業の売却、民営化を進めている。セメント工場や製鉄工場はすでに売却されており、ほかの企業も順次売却する見込みである。2001年には世界貿易機関(WTO)の正式加入に向けて、EUと協定を結んだ。

## 産業

### 農業
アルジェリアは国土の90%以上が砂漠地帯だが、アトラス山脈以北では農耕が可能である。ローマ時代からアルジェリアはその土地の肥沃さで有名であった。国民の四分の一が何らかの農業または家庭菜園に従事しており、30000平方キロメートル以上が穀物の栽培に使用されている。フランス植民地時代には、地下水の利用により生産性が大きく向上した。乾燥に強い小麦、大麦、オート麦などが中心に栽培されており、中でもオート麦はアフリカで最も輸出高が高い。イチジクやナツメヤシ(世界シェア第7位)など野菜や果物（特に柑橘類）なども輸出している。
アメリカ南北戦争の頃、綿の生産が増加した。その後綿の生産は減少したが、20世紀初頭に入ると再び生産されるようになった。アルジェリア南部のオアシスでも栽培されている。
オリーブやタバコの生産も非常に盛んである。

#### ワイン生産
アルジェリアの土はぶどうのつるの成長と相性がよく、アルジェリアの全域にわたってワインは醸造されている。
「どんな味覚にも相応しいあらゆる種類のワインを生産することができる」と称されるアルジェリアのワインは入植者によって早いうちから生産されていた。フランスのぶどう園がアブラムシによって壊滅的な被害を受けたことによってアルジェリアワインの輸出の重要性が高まった。1883年にはそのアルジェリアもアブラムシの被害にあったが、それでもアルジェリアのワインの品質が損なわれることはなかった。ぶどう園は1850年には8平方キロだったものが、1878年には170平方キロ、1895年には1200平方キロに、そして1905年には1600平方キロを上回った。アルジェリアのワインの大部分はフランスに輸出される。

### 漁業
アルジェリアの漁業は利益は大きいものの、重要性は低い。主な水産物はイワシやカツオ、キュウリウオなどがある。主に鮮魚はフランスに、乾した魚はイタリアやスペインに輸出される。アンナバからチュニスの海岸沿いにはサンゴの漁場も存在する。

### 鉱業
アルジェリアは鉱物が非常に豊富で、鉄鉱石、鉛、亜鉛、亜炭、銅、カラミン、アンチモン、水銀と種類も多岐にわたる。特に水銀（世界シェア第3位）や鉄鉱石、亜鉛は豊富である。1891年にはリン鉱石が発見され、1905年には31万3500トンが採掘された。中でもジュベル・オングの採掘場は2100平方kmにわたり、世界最大級の埋蔵量といわれているが、採掘量は28万トンに過ぎない。近年では社会主義政策による国営企業を民営化する計画が1995年から行われているため、リン鉱石（1991年:109万トン→現在:28万トン）をはじめ鉄鉱石（1991年:234万4000トン→2003年:70万トン）など軒並み採掘量が下がっている。
亜炭はアルジェで、リン鉱石はテベッサや、セティフ、グエルマなどで主に生産される。
また、メノウ（オニキス）や上質な大理石を産する300以上の採石場がある。オニキスは古代から採掘され、ローマ人に使用されていたことが分かっている。アトラス高原の塩湖などでは塩も採られる。

## 貿易
フランスの植民地下において、アルジェリアの貿易は非常に発展した。1830年には17万5000ポンドを上回らなかったものが、わずか20年足らずで20倍以上に膨れ上がった。50年後の1880年には1700万ポンドに、1890年には2000万ポンドにと、その後も急速な成長を遂げた。1867年以降は特にフランスとの貿易が盛んになり、総貿易額の六分の五に及んだ。これは1835年にフランスの製品は砂糖を除きすべて関税無しに輸入することが可能になったことが大きい。輸出入先は主に先進国が多い。特にフランス、アメリカ、イタリアなどが中心である。

### 輸出
アルジェリアの最も重要な輸出品は石油と天然ガスである。しかし、埋蔵量が徐々に減少していったため、アルジェリア政府は1980年代に輸出を抑制したが、1990年代には再び幾分増加した。現在では石油と天然ガスが総輸出額の98%に達していることからもこの国がいかに石油と天然ガスに依存しているかが見て取れる。また、羊や牛、馬なども重要な輸出品の一つである。その他、羊毛、ワイン、穀類（ライ麦、大麦、オート麦）野菜、果物（特にイチジク、ぶどう）、オリーブ、亜鉛、リン鉱石、材木、コルク、タバコ、鉄などが主な輸出品として上げられる。羊毛については輸入が輸出を上回っている。アメリカやイタリア、スペインが主な輸出先である。カナダやブラジルへも多く輸出する。

### 輸入
主な輸入品は砂糖やコーヒー、機械類、金属類、衣類、陶器類などである。大部分の製品はフランスから輸入される。イギリスとの貿易はそれほどないが、石炭、綿、機械類などは多く輸入される。